# Młynówka (dopływ Białej)
Młynówka – struga na ziemi prudnickiej, w południowo-zachodniej Polsce, w województwie opolskim, powiatach prudnickim i krapkowickim, gminach Lubrza, Głogówek i Strzeleczki. Dopływ rzeki Biała, długości 21,62 km.
Źródło strugi znajduje się między wsiami Olszynka i Laskowice. Przepływa w rejonie miejscowości Nowy Browiniec, Wierzch, Mionów, Golczowice, Czartowice, Wawrzyńcowice, Zielina, Kujawy. Na południowy wschód od Racławiczek uchodzi do rzeki Biała. Jej dopływami są strugi Gostomka i Moszenna.